# Wereldkampioenschappen schaatsen afstanden 2013
De wereldkampioenschappen schaatsen afstanden 2013 werden van donderdag 21 tot en met zondag 24 maart gehouden in de Adler Arena, de ijsbaan van Sotsji waar een jaar later ook de Olympische wedstrijden zullen plaatsvinden. Het was de vijftiende editie van de WK afstanden en Sotsji is de eerste Russische stad die deze kampioenschappen organiseert.

## Tijdschema
Hieronder het tijdschema voor het toernooi.
| Datum         | Aanvang | Mannen                              | Vrouwen                             |
| ------------- | ------- | ----------------------------------- | ----------------------------------- |
| 21 maart 2013 | 13:35   | 1500m                               | 3000m                               |
| 22 maart 2013 | 12:00   | 1000m 5000m                         | 1500m                               |
| 23 maart 2013 | 10:30   | 10.000m                             | 1000m 5000m                         |
| 24 maart 2013 | 12:00   | 500m (2 races) Ploegenachtervolging | 500m (2 races) Ploegenachtervolging |

## Medailles

### Mannen
| Onderdeel                    | Goud                                               | Goud                 | Zilver                                                 | Zilver               | Brons                                                   | Brons                   |
| ---------------------------- | -------------------------------------------------- | -------------------- | ------------------------------------------------------ | -------------------- | ------------------------------------------------------- | ----------------------- |
| 500 m Details                | Mo Tae-bum Zuid-Korea                              | 69,760 (34,94/34,82) | Joji Kato Japan                                        | 69,820 (34,92/34,90) | Jan Smeekens Nederland                                  | 69,860 (34,80 BR/35,06) |
| 1000 m Details               | Denis Koezin Kazachstan                            | 1.09,14 BR           | Mo Tae-bum Zuid-Korea                                  | 1.09,24              | Shani Davis Verenigde Staten                            | 1.09,30                 |
| 1500 m Details               | Denis Joeskov Rusland                              | 1.46,32 BR           | Shani Davis Verenigde Staten                           | 1.46,83              | Ivan Skobrev Rusland                                    | 1.46,97                 |
| 5000 m Details               | Sven Kramer Nederland                              | 6.14,41 BR           | Jorrit Bergsma Nederland                               | 6.17,94              | Ivan Skobrev Rusland                                    | 6.18,31                 |
| 10.000 m Details             | Jorrit Bergsma Nederland                           | 12.57,69 BR          | Sven Kramer Nederland                                  | 12.59,71             | Bob de Jong Nederland                                   | 13.00,26                |
| Ploegenachtervolging Details | Nederland Jan Blokhuijsen Sven Kramer Koen Verweij | 3.42,03              | Zuid-Korea Joo Hyung-joon Kim Cheol-min Lee Seung-hoon | 3.44,60              | Polen Zbigniew Bródka Konrad Niedźwiedzki Jan Szymański | 3.45,22                 |

### Vrouwen

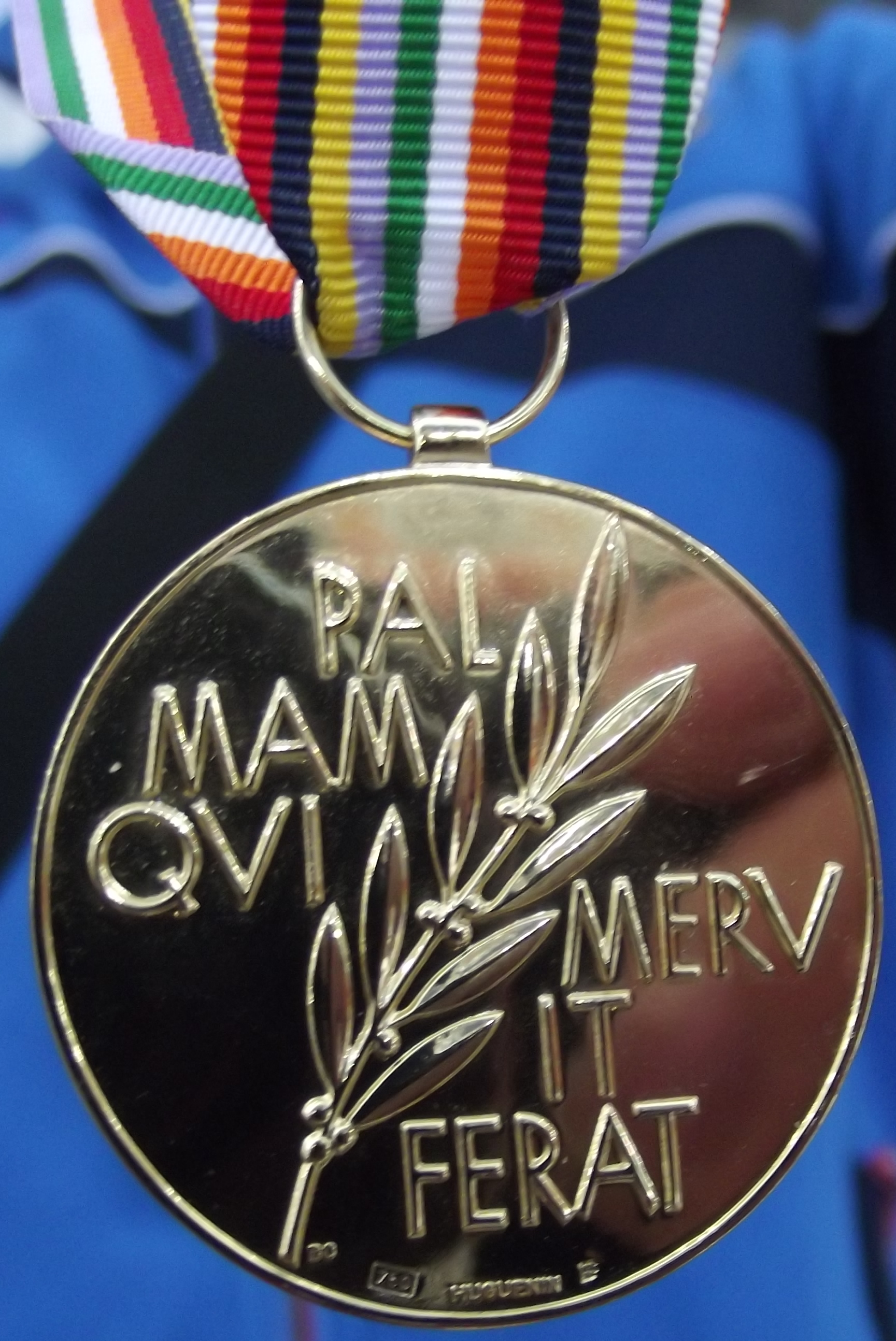
De gouden medaille waarvoor op dit kampioenschap gestreden werd.

| Onderdeel                    | Goud                                                  | Goud                    | Zilver                                                            | Zilver               | Brons                                               | Brons                |
| ---------------------------- | ----------------------------------------------------- | ----------------------- | ----------------------------------------------------------------- | -------------------- | --------------------------------------------------- | -------------------- |
| 500 m Details                | Lee Sang-hwa Zuid-Korea                               | 75,347 (37,69/37,65 BR) | Wang Beixing China                                                | 76,043 (38,22/37,81) | Olga Fatkoelina Rusland                             | 76,093 (38,14/37,94) |
| 1000 m Details               | Olga Fatkoelina Rusland                               | 1.15,44 BR              | Ireen Wüst Nederland                                              | 1.15,71              | Brittany Bowe Verenigde Staten                      | 1.15,87              |
| 1500 m Details               | Ireen Wüst Nederland                                  | 1.55,38 BR              | Lotte van Beek Nederland                                          | 1.58,03              | Christine Nesbitt Canada                            | 1.58,07              |
| 3000 m Details               | Ireen Wüst Nederland                                  | 4.02,43 BR              | Martina Sáblíková Tsjechië                                        | 4.04,80              | Claudia Pechstein Duitsland                         | 4.07,75              |
| 5000 m Details               | Martina Sáblíková Tsjechië                            | 6.54,31 BR              | Ireen Wüst Nederland                                              | 7.02,96              | Claudia Pechstein Duitsland                         | 7.04,07              |
| Ploegenachtervolging Details | Nederland Marrit Leenstra Diane Valkenburg Ireen Wüst | 3.00,02                 | Polen Katarzyna Bachleda-Curuś Natalia Czerwonka Luiza Złotkowska | 3.04,91              | Zuid-Korea Kim Bo-reum Noh Seon-yeong Park Do-yeong | 3.05,32              |

### Medailleklassement
| Plaats | Land             | Goud | Zilver | Brons | Totaal |
| 1      | Nederland        | 6    | 5      | 2     | 13     |
| 2      | Zuid-Korea       | 2    | 2      | 1     | 5      |
| 3      | Rusland          | 2    | 0      | 3     | 5      |
| 4      | Tsjechië         | 1    | 1      | 0     | 2      |
| 5      | Kazachstan       | 1    | 0      | 0     | 1      |
| 6      | Verenigde Staten | 0    | 1      | 2     | 3      |
| 7      | Polen            | 0    | 1      | 1     | 2      |
| 8      | China            | 0    | 1      | 0     | 1      |
| 8      | Japan            | 0    | 1      | 0     | 1      |
| 10     | Duitsland        | 0    | 0      | 2     | 2      |
| 11     | Canada           | 0    | 0      | 1     | 1      |
| Totaal | Totaal           | 12   | 12     | 12    | 36     |

## Belgische deelnemers
| Afstand | Geslacht | Deelnemers     |
| ------- | -------- | -------------- |
| 1500m   | Mannen   | Bart Swings    |
| 5000m   | Mannen   | Bart Swings    |
| 3000m   | Vrouwen  | Jelena Peeters |
| 10.000m | Mannen   | Bart Swings    |
| 5000m   | Vrouwen  | Jelena Peeters |

## Nederlandse deelnemers
| Afstand       | Geslacht | Deelnemers                                                              | Deelnemers                                                              | Deelnemers                                                              |
| ------------- | -------- | ----------------------------------------------------------------------- | ----------------------------------------------------------------------- | ----------------------------------------------------------------------- |
| 500m          | Mannen   | Michel Mulder                                                           | Ronald Mulder                                                           | Jan Smeekens                                                            |
| 500m          | Vrouwen  | Margot Boer                                                             | Thijsje Oenema                                                          | Laurine van Riessen                                                     |
| 1000m         | Mannen   | Stefan Groothuis                                                        | Kjeld Nuis                                                              | Mark Tuitert                                                            |
| 1000m         | Vrouwen  | Marrit Leenstra                                                         | Laurine van Riessen                                                     | Ireen Wüst                                                              |
| 1500m         | Mannen   | Kjeld Nuis                                                              | Mark Tuitert                                                            | Koen Verweij                                                            |
| 1500m         | Vrouwen  | Lotte van Beek                                                          | Diane Valkenburg                                                        | Ireen Wüst                                                              |
| 5000m         | Mannen   | Jorrit Bergsma                                                          | Bob de Jong                                                             | Sven Kramer                                                             |
| 3000m         | Vrouwen  | Diane Valkenburg                                                        | Linda de Vries                                                          | Ireen Wüst                                                              |
| 10.000m       | Mannen   | Jorrit Bergsma                                                          | Bob de Jong                                                             | Sven Kramer                                                             |
| 5000m         | Vrouwen  | Diane Valkenburg                                                        | Linda de Vries                                                          | Ireen Wüst                                                              |
| Achtervolging | Mannen   | Jan Blokhuijsen, Sven Kramer, Koen Verweij (Reserve: Jorrit Bergsma)    | Jan Blokhuijsen, Sven Kramer, Koen Verweij (Reserve: Jorrit Bergsma)    | Jan Blokhuijsen, Sven Kramer, Koen Verweij (Reserve: Jorrit Bergsma)    |
| Achtervolging | Vrouwen  | Marrit Leenstra, Diane Valkenburg, Ireen Wüst (Reserve: Linda de Vries) | Marrit Leenstra, Diane Valkenburg, Ireen Wüst (Reserve: Linda de Vries) | Marrit Leenstra, Diane Valkenburg, Ireen Wüst (Reserve: Linda de Vries) |